# رابرت بی لیتون
 رابرت بی لیتون (انگلیسی: Robert B. Leighton؛ زاده ۱۰ سپتامبر ۱۹۱۹ درگذشته ۹ مارس ۱۹۹۷) یک فیزیک‌دان، و ستاره‌شناس اهل ایالات متحده آمریکا بود.